# 罗斯柴尔德花园别墅

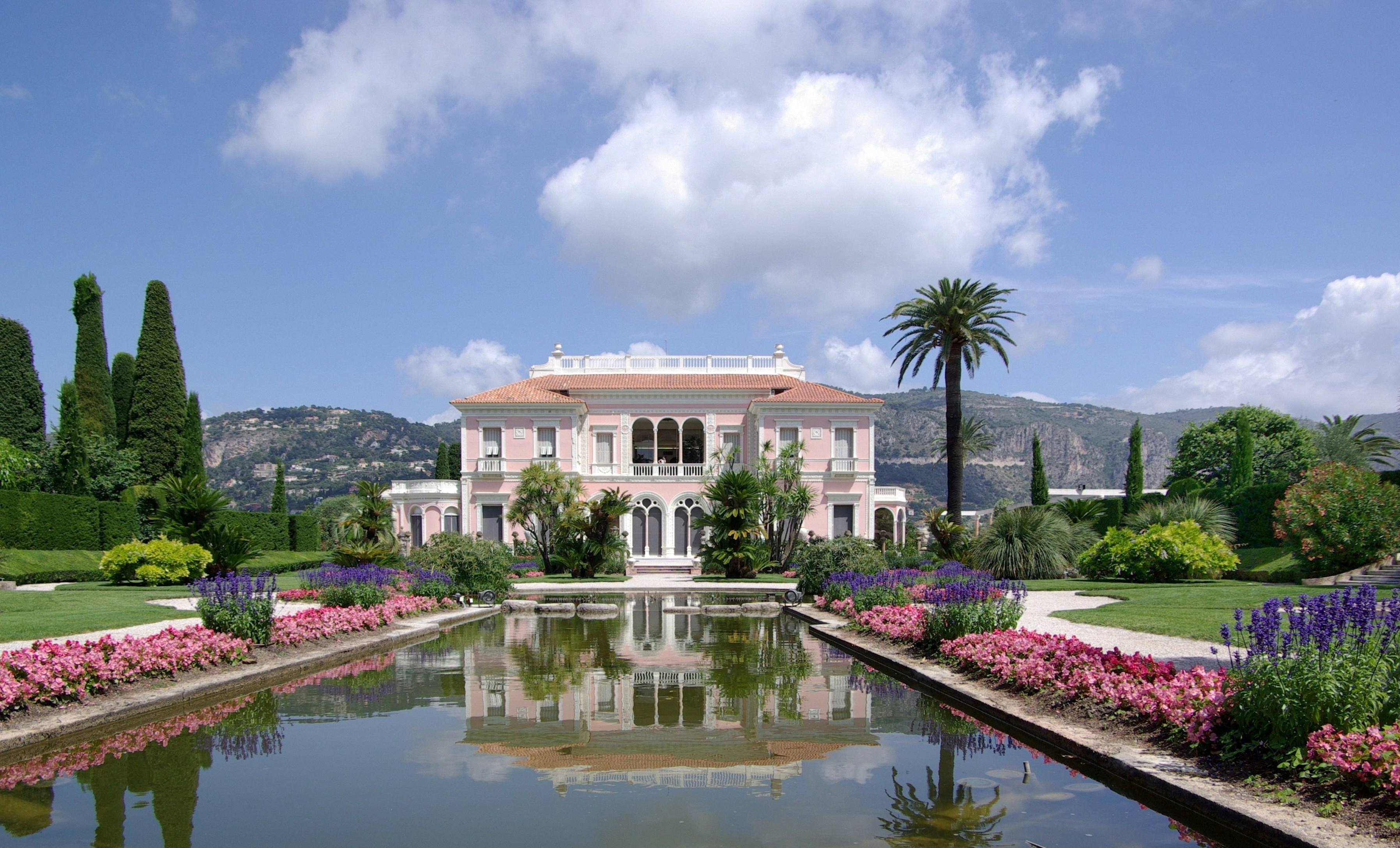
罗斯柴尔德花园别墅正视图

罗斯柴尔德花园别墅（Villa Ephrussi de Rothschild），是一座玫瑰色的海滨别墅，位于法国南部蔚藍海岸滨海阿尔卑斯省的圣让卡普费拉，俯瞰地中海的地峡。
这座别墅是由法国建筑师阿龙·弥赛亚设计，由银行家的妻子贝亚特丽斯·罗斯柴尔德男爵夫人建于1905年到1912年。男爵夫人在此豪宅内布置了古董家具、大师绘画、雕塑以及瓷器。花园则被法国文化部列为法国著名花园之一。
1934年男爵夫人去世，她将别墅连同收藏品捐赠给法兰西艺术院，现在向公众开放。

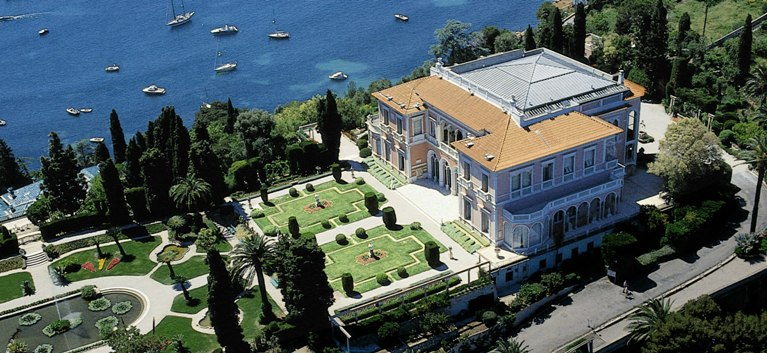
罗斯柴尔德花园别墅

1996年，该别墅被注册为历史文物。

## 活动
每年六月，罗斯柴尔德花园别墅举办“画家日”，向想要在九个花园找到灵感并实践艺术的艺术家敞开大门。每年的夏季歌剧节也在此举行。
| - 喷泉和爱的殿堂 - 西班牙花园 - 石头花园 - 罗斯柴尔德花园别墅 |